# Карапетян Артем Якович
Арте́м Я́кович Карапетя́н (нар. 28 червня 1926, Тбілісі — пом. 18 листопада 2011, Москва) — радянський і російський актор театру та кіно, майстер дубляжу.

## Життєпис
Народився 28 червня 1926 р. Закінчив Театральну студію в Тбілісі (1949). Актор Театру імені Констянтина Станіславського в Єревані.
Знімався у кіно з 1954 р. Знявся в українських фільмах: «Ти молодець, Аніто!» (1956, моряк підпільник), «Продавець повітря» (1967, 2 серія, Бейлі), «Схованка біля Червоних каменів» (1972, полковник міліції), «Народжена революцією» (1976, 7 серія, комісар). Відомий як один з найвидатніших радянських акторів — закадрових читачів тексту з неповторним тембром голосу.

Помер вранці 18 листопада 2011 року від інфаркту. Похоронений на Ваганьковському кладовищі.